# Germania Sacra

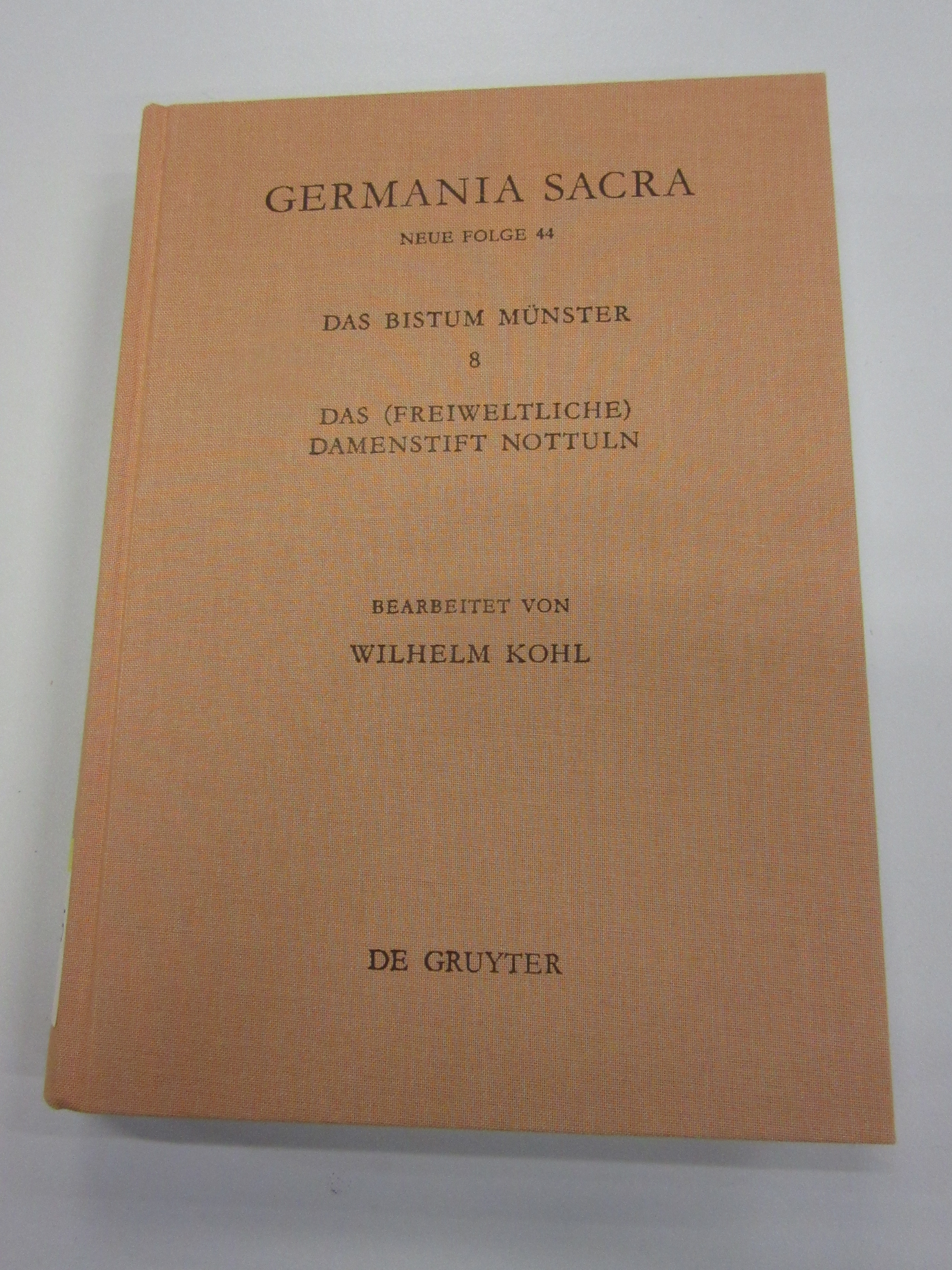
Band 44 der Neuen Folge

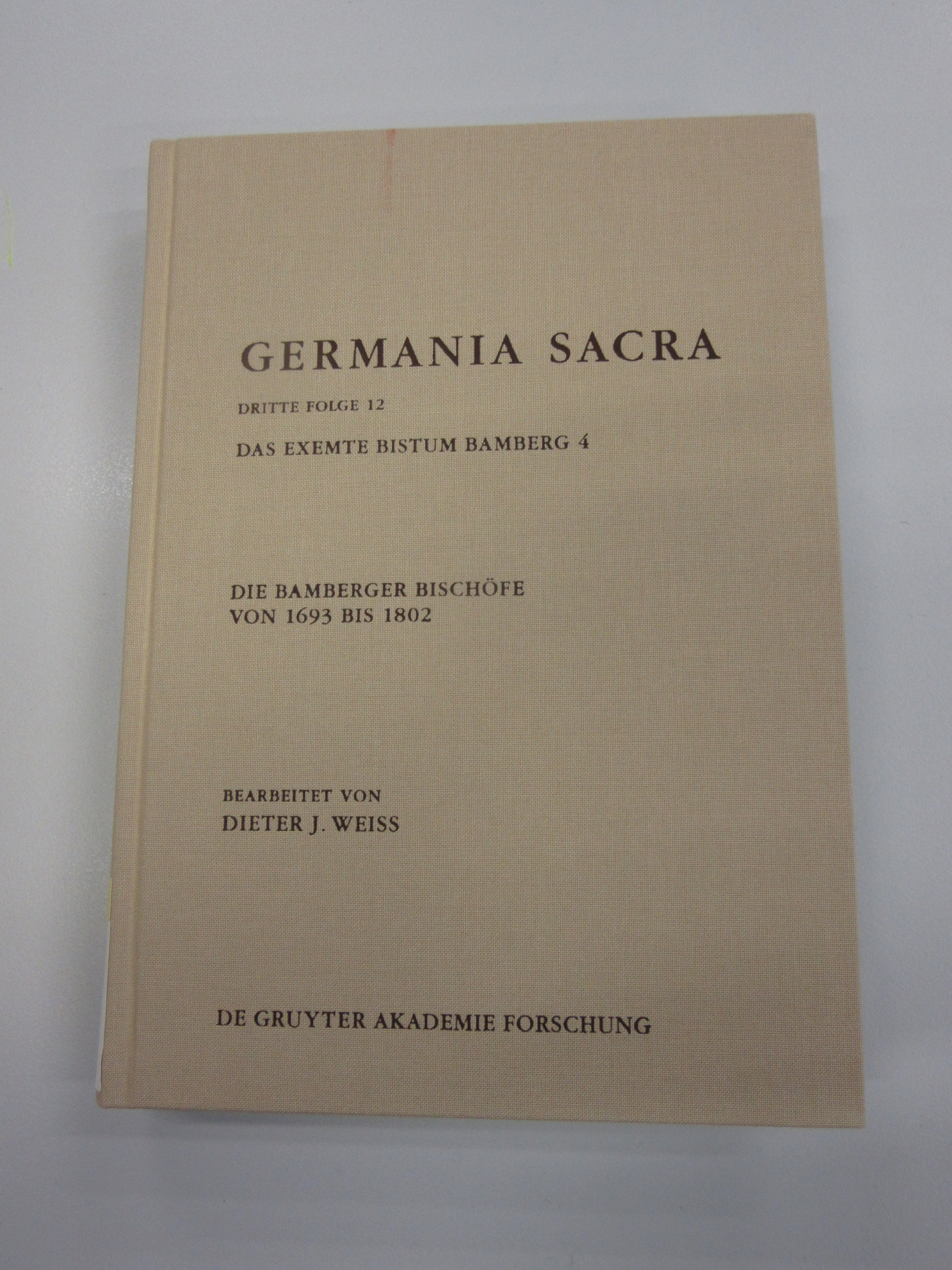
Band 12 der Dritten Folge

Germania Sacra (lateinisch für „Geheiligtes Germanien“ oder „Geheiligtes Deutschland“) war ursprünglich ein Begriff zur Bezeichnung der von Kirchenfürsten beherrschten Territorien des Heiligen Römischen Reiches. Heute ist es der Name eines langfristigen Projektes zur Erforschung der deutschen Kirchengeschichte vom Beginn bis zur Reformation im 16. Jahrhundert beziehungsweise der Säkularisation zu Beginn des 19. Jahrhunderts.

## Geschichte und Struktur
Nach Vorläufern – als deren wichtigster und eigentlicher Begründer Martin Gerbert gilt – hat Paul Fridolin Kehr seit 1917 im Rahmen des Kaiser-Wilhelm-Instituts für Deutsche Geschichte versucht, die Germania Sacra als ein landesgeschichtliches Bindeglied zu allgemeinen kirchengeschichtlichen Projekten zu etablieren. An diese Tradition knüpfte ab 1956 Hermann Heimpel am Max-Planck-Institut für Geschichte (MPI) in Göttingen an. An diesem war ein verantwortlicher wissenschaftlicher Leiter angesiedelt, der die Arbeit von externen Experten koordinierte.
Das Projekt ist seit 2008 an der Akademie der Wissenschaften zu Göttingen angesiedelt, da das MPI für Geschichte umgewidmet wurde. Das Projekt wird derzeit (Stand: August 2020) von Hedwig Röckelein geleitet. Die derzeit etwa 50 Mitarbeiter – meist Archivare – arbeiten nebenberuflich, aber mit teilweise erheblichen Aufwand an den einzelnen Projekten. Die enge Zusammenarbeit von Archiven und der institutionalisierten Forschung ist in Deutschland singulär. Im Februar 2017 feierte das Projekt sein 100-jähriges Bestehen. Das Projekt wird seit 2008 aus dem Akademienprogramm gefördert. Als Laufzeitende ist das Jahr 2032 vorgesehen.

## Ziele und Methoden
Ziel der Germania Sacra ist es, eine historisch-statistische Beschreibung der Institutionen der Kirche im Heiligen Römischen Reich zu liefern. Dabei sollen die gesamten Quellen und die Literatur der mittelalterlichen und frühneuzeitlichen geistlichen Institutionen von den Bistümern (mit Schwerpunkt auf den Bischofsreihen), über Domkapitel bis hin zu den Klöstern bis zu ihrem Ende in Reformation oder Säkularisation erschlossen und dargestellt werden.
Das Ziel des Projekts ist es, grundlegende Informationen für weitergehende Forschungen zur Verfügung zu stellen. Die Veröffentlichungen gliedern sich in eine Alte und eine Neue Folge; im Jahre 2008 wurde mit der „Dritten Folge“ begonnen, die sich auf die Beschreibung der Bistümer und der Domkapitel auf dem Gebiet der heutigen Bundesrepublik Deutschland konzentriert. Hinzu kommen die Studien zur Germania Sacra sowie eine neu eröffnete Reihe Supplementbände zur Germania Sacra.
Die Website des Projekts stellt eine Personendatenbank zur Verfügung, die eine Durchsuchung der Personallisten der erschienenen Bände ermöglicht. Darüber hinaus bietet das Projekt eine Datenbank zu Klöstern und Stiften des Alten Reiches an.

## Schriften und Digitalisate
Die bereits erschienenen Bände der Alten und Neuen Folge stehen fast vollständig als Digitalisate online frei zur Verfügung. Die Bände der Dritten Folge erscheinen jeweils 3 Jahre nach ihrer Publikation als Open Access Online-Ausgaben.

### „Alte Folge“
| Nr.      | Titel | Bearbeiter                              | Jahr | online      |
| -------- | --- | --------------------------------------- | ---- | ----------- |
| AF Abt 1 | Das Bistum Brandenburg 1 (Germania Sacra A. F. Abt. 1: Die Bistümer der Kirchenprovinz Magdeburg) | Gustav Abb, Gottfried Wentz             | 1929 | Digitalisat |
| AF Abt 1 | Das Bistum Brandenburg 2 (Germania Sacra A. F. Abt. 1: Die Bistümer der Kirchenprovinz Magdeburg) | Fritz Bünger, Gottfried Wentz           | 1941 | Digitalisat |
| AF Abt 1 | Das Bistum Havelberg (Germania Sacra A. F. Abt. 1: Die Bistümer der Kirchenprovinz Magdeburg) | Gottfried Wentz                         | 1933 | Digitalisat |
| AF Abt 1 | Das Erzbistum Magdeburg 1,1: Das Domstift St. Moritz in Magdeburg (Germania Sacra A. F. Abt. 1: Die Bistümer der Kirchenprovinz Magdeburg)                                                            | Gottfried Wentz, Berent Schwineköper    | 1972 | Digitalisat |
| AF Abt 1 | Das Erzbistum Magdeburg 1,2: Die Kollegiatstifte St. Sebastian, St. Nicolai, St. Peter und Paul und St. Gangolf in Magdeburg (Germania Sacra A. F. Abt. 1: Die Bistümer der Kirchenprovinz Magdeburg) | Gottfried Wentz, Berent Schwineköper    | 1972 | Digitalisat |
| AF Abt 2 | Das Bistum Bamberg 1 (Germania Sacra A. F. Abt. 2: Die Bistümer der Kirchenprovinz Mainz) | Erich von Guttenberg                    | 1937 |             |
| AF Abt 2 | Das Bistum Bamberg 2: Die Pfarreiorganisation (Germania Sacra A. F. Abt. 2: Die Bistümer der Kirchenprovinz Mainz)                                                                                    | Erich von Guttenberg, Alfred Wendehorst | 1966 |             |
| AF Abt 3 | Die Bistümer der Kirchenprovinz Köln: Archidiakonat von Xanten (Germania Sacra A. F. Abt. 3: Die Bistümer der Kirchenprovinz Köln)                                                                    | Wilhelm Classen                         | 1938 | Digitalisat |

### „Neue Folge“
| Nr.     | Titel | Bearbeiter                       | Jahr | online      |
| ------- | --- | -------------------------------- | ---- | ----------- |
| NF 1    | Die Bistümer der Kirchenprovinz Mainz. Das Bistum Würzburg 1. Die Bischofsreihe bis 1254. | Alfred Wendehorst                | 1962 | Digitalisat |
| NF 2    | Die Bistümer der Kirchenprovinz Köln. Das Erzbistum Köln 1. Die Cistercienserabtei Altenberg. | Hans Mosler                      | 1965 | Digitalisat |
| NF 3    | Die Bistümer der Kirchenprovinz Köln. Das Bistum Münster 1. Die Schwesternhäuser nach der Augustinerregel. | Wilhelm Kohl                     | 1968 | Digitalisat |
| NF 4    | Die Bistümer der Kirchenprovinz Mainz. Das Bistum Würzburg 2. Die Bischofsreihe von 1254 bis 1455. | Alfred Wendehorst                | 1969 | Digitalisat |
| NF 5    | Die Bistümer der Kirchenprovinz Köln. Das Bistum Münster 2. Die Klöster der Augustiner-Chorherren. | Wilhelm Kohl                     | 1971 | Digitalisat |
| NF 6    | Die Bistümer der Kirchenprovinz Trier. Das Erzbistum Trier 1. Das Stift St. Paulin vor Trier. | Franz-Josef Heyen                | 1972 | Digitalisat |
| NF 7    | Die Bistümer der Kirchenprovinz Mainz. Das Bistum Hildesheim 1. Das Reichsunmittelbare Kanonissenstift Gandersheim. | Hans Goetting                    | 1973 | Digitalisat |
| NF 8    | Die Bistümer der Kirchenprovinz Mainz. Das Bistum Hildesheim 2. Das Benediktiner(innen)kloster Brunshausen. Das Benediktinerinnenkloster St. Marien vor Gandersheim. Das Benediktinerkloster Clus. Das Franziskanerkloster Gandersheim. | Hans Goetting                    | 1974 | Digitalisat |
| NF 9    | Die Bistümer der Kirchenprovinz Köln. Das Erzbistum Köln 2. Die Benediktinerabtei Siegburg. | Erich Wisplinghoff               | 1975 | Digitalisat |
| NF 10   | Die Bistümer der Kirchenprovinz Köln. Das Bistum Münster 3. Das (freiweltliche) Damenstift Freckenhorst. | Wilhelm Kohl                     | 1975 | Digitalisat |
| NF 11   | Die Bistümer der Kirchenprovinz Salzburg. Das Erzbistum Salzburg 1. Die Zisterzienserabtei Raitenhaslach. | Edgar Krausen                    | 1977 | Digitalisat |
| NF 12   | Die Bistümer der Kirchenprovinz Köln. Das Erzbistum Köln 3. Die Reichsabtei Werden an der Ruhr. | Wilhelm Stüwer                   | 1980 | Digitalisat |
| NF 13   | Die Bistümer der Kirchenprovinz Mainz. Das Bistum Würzburg 3. Die Bischofsreihe von 1455 bis 1617. | Alfred Wendehorst                | 1978 | Digitalisat |
| NF 14   | Die Bistümer der Kirchenprovinz Trier. Das Erzbistum Trier 2. Die Stifte St. Severus in Boppard, St. Goar in St. Goar, Liebfrauen in Oberwesel, St. Martin in Oberwesel.                                                                | Ferdinand Pauly                  | 1980 | Digitalisat |
| NF 15   | Die Bistümer der Kirchenprovinz Mainz. Das Bistum Konstanz 1. Das Stift St. Stephan in Konstanz. | Helmut Maurer                    | 1981 | Digitalisat |
| NF 16   | Die Bistümer der Kirchenprovinz Mainz. Das Bistum Konstanz 2. Die Zisterzienserabtei Bebenhausen. | Jürgen Sydow                     | 1984 | Digitalisat |
| NF 17,1 | Die Bistümer der Kirchenprovinz Köln. Das Bistum Münster 4,1. Das Domstift St. Paulus zu Münster. | Wilhelm Kohl                     | 1987 | Digitalisat |
| NF 17,2 | Die Bistümer der Kirchenprovinz Köln. Das Bistum Münster 4,2. Das Domstift St. Paulus zu Münster. | Wilhelm Kohl                     | 1982 | Digitalisat |
| NF 17,3 | Die Bistümer der Kirchenprovinz Köln. Das Bistum Münster 4,3. Das Domstift St. Paulus zu Münster. | Wilhelm Kohl                     | 1989 | Digitalisat |
| NF 18   | Die Bistümer der Kirchenprovinz Köln. Das Erzbistum Köln 4. Die Zisterzienserinnenklöster Saarn, Duissern, Sterkrade. | Günter von Roden                 | 1984 | Digitalisat |
| NF 19   | Die Bistümer der Kirchenprovinz Trier. Das Erzbistum Trier 3. Das Stift St. Kastor in Karden an der Mosel. | Ferdinand Pauly                  | 1986 | Digitalisat |
| NF 20   | Die Bistümer der Kirchenprovinz Mainz. Das Bistum Hildesheim 3. Die Hildesheimer Bischöfe von 815 bis 1221 (1227). | Hans Goetting                    | 1984 | Digitalisat |
| NF 21   | Die Bistümer der Kirchenprovinz Köln. Das Bistum Osnabrück 1. Das Kanonissenstift und Benediktinerinnenkloster Herzebrock. | Edeltraud Klueting               | 1986 | Digitalisat |
| NF 22   | Die Bistümer der Kirchenprovinz Trier. Das Erzbistum Trier 4. Das Stift St. Lubentius in Dietkirchen. | Wolf-Heino Struck                | 1986 | Digitalisat |
| NF 23   | Die Bistümer der Kirchenprovinz Köln. Das Bistum Münster 5. Das Kanonissenstift und Benediktinerkloster Liesborn. | Helmut Müller                    | 1987 | Digitalisat |
| NF 24   | Die Bistümer der Kirchenprovinz Salzburg. Das Bistum Freising 1. Das Augustinerchorherrenstift Dietramszell. | Edgar Krausen                    | 1988 | Digitalisat |
| NF 25   | Die Bistümer der Kirchenprovinz Trier. Das Erzbistum Trier 5. Die Stifte St. Severus in Gemünden, St. Maria in Diez mit ihren Vorläufern. St. Petrus in Kettenbach. St. Adelphus in Salz.                                               | Wolf-Heino Struck                | 1988 | Digitalisat |
| NF 26   | Die Bistümer der Kirchenprovinz Mainz. Das Bistum Würzburg 4. Das Stift Neumünster in Würzburg. | Alfred Wendehorst                | 1989 | Digitalisat |
| NF 27   | Die Bistümer der Kirchenprovinz Trier. Das Erzbistum Trier 6. Die Stifte St. Walpurgis in Weilburg und St. Martin in Idstein. | Wolf-Heino Struck                | 1990 | Digitalisat |
| NF 28   | Die Bistümer der Kirchenprovinz Mainz. Das Bistum Augsburg 1. Die Benediktinerabtei Benediktbeuern. | Josef Hemmerle                   | 1991 | Digitalisat |
| NF 29   | Die Bistümer der Kirchenprovinz Köln. Das Erzbistum Köln 5. Die Benediktinerabtei Brauweiler. | Erich Wisplinghoff               | 1992 | Digitalisat |
| NF 30   | Die Bistümer der Kirchenprovinz Mainz. Bistum Konstanz 3. Das Zisterzienserinnenkloster Wald. | Maren Kuhn-Rehfus                | 1992 | Digitalisat |
| NF 31   | Die Bistümer der Kirchenprovinz Trier. Das Erzbistum Trier 7. Die Benediktinerabtei Laach. | Bertram Resmini                  | 1993 | Digitalisat |
| NF 32   | Die Bistümer der Kirchenprovinz Mainz. Das Bistum Konstanz 4. Das (freiweltliche) Damenstift Buchau am Federsee. | Bernhard Theil                   | 1994 | Digitalisat |
| NF 33   | Die Bistümer der Kirchenprovinz Köln. Das Bistum Münster 6. Das Stift Alter Dom St. Pauli in Münster. | Klaus Scholz                     | 1995 | Digitalisat |
| NF 34   | Die Bistümer der Kirchenprovinz Trier. Das Erzbistum Trier 8. Die Benediktinerabtei St. Eucharius – St. Matthias vor Trier. | Petrus Becker                    | 1996 | Digitalisat |
| NF 35,1 | Die Bistümer der Kirchenprovinz Magdeburg. Das Bistum Naumburg 1,1. Die Diözese. | Heinz Wießner                    | 1997 | Digitalisat |
| NF 35,2 | Die Bistümer der Kirchenprovinz Magdeburg. Das Bistum Naumburg 1,2. Die Diözese. | Heinz Wießner                    | 1998 | Digitalisat |
| NF 36   | Die Bistümer der Kirchenprovinz Mainz. Das Bistum Würzburg 5. Die Stifte in Schmalkalden und Römhild. | Alfred Wendehorst                | 1996 | Digitalisat |
| NF 37,1 | Die Bistümer der Kirchenprovinz Köln. Das Bistum Münster 7,1. Die Diözese. | Wilhelm Kohl                     | 1999 | Digitalisat |
| NF 37,2 | Die Bistümer der Kirchenprovinz Köln. Das Bistum Münster 7,2. Die Diözese. | Wilhelm Kohl                     | 2002 | Digitalisat |
| NF 37,3 | Die Bistümer der Kirchenprovinz Köln. Das Bistum Münster 7,3. Die Diözese. | Wilhelm Kohl                     | 2003 | Digitalisat |
| NF 37,4 | Die Bistümer der Kirchenprovinz Köln. Das Bistum Münster 7,4. Die Diözese. | Wilhelm Kohl                     | 2004 | Digitalisat |
| NF 38,1 | Die Bistümer der Kirchenprovinz Mainz. Das exemte Bistum Bamberg 3. Die Bischofsreihe von 1522 bis 1693. | Dieter J. Weiß                   | 2000 | Digitalisat |
| NF 39   | Die Bistümer der Kirchenprovinz Mainz. Das Bistum Augsburg 2. Die Benediktinerabtei Wessobrunn. | Irmtraud von Andrian-Werburg     | 2001 | Digitalisat |
| NF 40   | Die Bistümer der Kirchenprovinz Mainz. Das Bistum Würzburg 6. Die Benediktinerabtei und das Adelige Säkularkanonikerstift St. Burkard in Würzburg.                                                                                      | Alfred Wendehorst                | 2001 | Digitalisat |
| NF 41   | Die Bistümer der Kirchenprovinz Trier. Das Erzbistum Trier 9. Das Stift St. Simeon in Trier. | Franz-Josef Heyen                | 2002 | Digitalisat |
| NF 42,1 | Die Bistümer der Kirchenprovinz Mainz. Das Bistum Konstanz 5. Konstanzer Bischöfe 6. Jahrhundert bis 1206. | Helmut Maurer                    | 2003 | Digitalisat |
| NF 43   | Die Bistümer der Kirchenprovinz Trier. Das Erzbistum Trier 10. Das St. Marien-Stift in (Trier-)Pfalzel. | Franz-Josef Heyen                | 2005 | Digitalisat |
| NF 44   | Die Bistümer der Kirchenprovinz Köln. Das Bistum Münster 8. Das (freiweltliche) Damenstift Nottuln. | Wilhelm Kohl                     | 2005 | Digitalisat |
| NF 45   | Die Bistümer der Kirchenprovinz Mainz. Das Bistum Eichstätt 1. Die Bischofsreihe bis 1535. | Alfred Wendehorst                | 2006 | Digitalisat |
| NF 46   | Die Bistümer der Kirchenprovinz Mainz. Das Bistum Hildesheim 4. Die Hildesheimer Bischöfe von 1221 bis 1398. | Nathalie Kruppa und Jürgen Wilke | 2006 | Digitalisat |
| NF 47   | Die Bistümer der Kirchenprovinz Köln. Das Bistum Münster 9. Das Kollegiatstift St. Mauritius vor Münster. | Wilhelm Kohl                     | 2007 | Digitalisat |
| NF 48   | Die Bistümer der Kirchenprovinz Trier. Das Bistum Trier 11. Das St. Marien-Stift in Kyllburg. | Franz-Josef Heyen                | 2007 | Digitalisat |
| NF 49   | Die Bistümer der Kirchenprovinz Mainz. Das Bistum Halberstadt 1. Das Stift St. Nikolaus in Stendal. | Christian Popp                   | 2007 | Digitalisat |
| NF 50   | Die Bistümer der Kirchenprovinz Köln. Das Erzbistum Köln 6. Das adlige Kanonissenstift St. Cyriakus zu Geseke. | Ulrich Löer                      | 2007 | Digitalisat |

### „Dritte Folge“
| Nr.      | Titel | Bearbeiter                      | Jahr | online                    |
| -------- | --- | ------------------------------- | ---- | ------------------------- |
| 3. F. 1  | Die Bistümer der Kirchenprovinz Köln. Das Bistum Münster 10. Das Zisterzienserinnen-, später Benediktinerinnenkloster St. Aegidii zu Münster | Wilhelm Kohl                    | 2009 | doi:10.26015/adwdocs-247  |
| 3. F. 2  | Die Bistümer der Kirchenprovinz Köln. Das Bistum Münster 11. Die Zisterzienserabtei Marienfeld                                               | Wilhelm Kohl                    | 2010 | doi:10.26015/adwdocs-248  |
| 3. F. 3  | Die Bistümer der Kirchenprovinz Mainz. Das Bistum Augsburg 3. Das Augustinerchorherrenstift Bernried                                         | Walburga Scherbaum              | 2011 | doi:10.26015/adwdocs-369  |
| 3. F. 4  | Die Bistümer der Kirchenprovinz Mainz. Das Bistum Würzburg 7. Die Würzburger Bischöfe von 1617 bis 1684                                      | Winfried Romberg                | 2011 | doi:10.26015/adwdocs-370  |
| 3. F. 5  | Die Bistümer der Kirchenprovinz Mainz. Das Bistum Konstanz 6. Das reichsunmittelbare Prämonstratenserstift Marchtal                          | Wilfried Schöntag               | 2012 | doi:10.26015/adwdocs-435  |
| 3. F. 6  | Die Bistümer der Kirchenprovinz Mainz. Das Bistum Paderborn 1. Die Zisterzienserabtei Bredelar                                               | Helmut Müller                   | 2013 | doi:10.26015/adwdocs-530  |
| 3. F. 7  | Das (exemte) Bistum Meißen 1. Das Kollegiatstift St. Petri zu Bautzen von der Gründung bis 1569                                              | Hermann Kinne                   | 2014 | doi:10.26015/adwdocs-531  |
| 3. F. 8  | Das Bistum Würzburg 8. Die Würzburger Bischöfe von 1684 bis 1746                                                                             | Winfried Romberg                | 2014 | doi:10.26015/adwdocs-532  |
| 3. F. 9  | Das Erzbistum Salzburg 2: Das Augustinerchorherrenstift St. Zeno in Reichenhall                                                              | Johannes Lang                   | 2015 | doi:10.26015/adwdocs-533  |
| 3. F. 10 | Das Erzbistum Trier 12: Das Kollegiatstift St. Martin und St. Severus zu Münstermaifeld                                                      | Clemens Graf von Looz-Corswarem | 2015 | doi:10.26015/adwdocs-534  |
| 3. F. 11 | Das Erzbistum Trier 13: Die Benediktinerabtei St. Maximin vor Trier                                                                          | Bertram Resmini                 | 2016 | doi:10.26015/adwdocs-535  |
| 3. F. 12 | Das exemte Bistum Bamberg 4: Die Bamberger Bischöfe von 1693 bis 1802                                                                        | Dieter J. Weiß                  | 2015 | doi:10.26015/adwdocs-537  |
| 3. F. 13 | Das Bistum Regensburg 1: Die Regensburger Bischöfe von 1649 bis 1817                                                                         | Karl Hausberger                 | 2017 | doi:10.26015/adwdocs-536  |
| 3. F. 14 | Das Erzbistum Köln 7: Die Zisterzienserabtei Marienstatt                                                                                     | Christian Hillen                | 2017 | doi:10.26015/adwdocs-668  |
| 3. F. 15 | Das Bistum Eichstätt 2: Die Benediktinerinnenabtei St. Walburg in Eichstätt                                                                  | Maria Magdalena Zunker          | 2018 | doi:10.26015/adwdocs-1474 |
| 3. F. 16 | Das Erzbistum Mainz 1: Die Prämonstratenserstifte Ober- und Nieder-Ilbenstadt                                                                | Jürgen Rainer Wolf              | 2018 | doi:10.26015/adwdocs-1475 |
| 3. F. 17 | Das Bistum Konstanz 7: Die Benediktinerabtei St. Peter im Schwarzwald                                                                        | Jutta Krimm-Beumann             | 2018 | doi:10.26015/adwdocs-1476 |
| 3. F. 18 | Das Bistum Würzburg 9: Die Würzburger Bischöfe von 1746 bis 1802                                                                             | Winfried Romberg                | 2020 | doi:10.26015/adwdocs-1733 |
| 3. F. 19 | Das Bistum Naumburg 2: Das Domstift Naumburg                                                                                                 | Matthias Ludwig                 | 2022 | doi:10.26015/adwdocs-1899 |
| 3. F. 20 | Das Bistum Konstanz 8: Die Konstanzer Bischöfe von 1384 bis 1434                                                                             | Sabine Arend                    | 2022 | doi:10.26015/adwdocs-2527 |
| 3. F. 21 | Das Erzbistum Mainz 2: Die Mainzer Erzbischöfe von 1396 bis 1484                                                                             | Wolfgang Voss                   | 2023 | doi:10.26015/adwdocs-4449 |
| 3. F. 22 | Das Erzbistum Trier 14: Die Trierer Erzbischöfe von 1623 bis 1802                                                                            | René Hanke                      | 2024 | doi:10.26015/adwdocs-4867 |
| 3. F. 23 | Das Erzbistum Mainz 3: Die Mainzer Erzbischöfe von 1089 bis 1200                                                                             | Christoph Waldecker             | 2024 | doi:10.26015/adwdocs-4873 |

### Supplementbände
| Nr.                | Titel | Bearbeiter      | Jahr | online      |
| ------------------ | --- | --------------- | ---- | ----------- |
| Supplementband 1   | Stiftsherren und Vikare des Kollegiatstifts St. Peter und Paul in Zeitz 1400–1564. (Germania Sacra. Supplementband 1) | Matthias Ludwig | 2015 | Digitalisat |
| Supplementband 2,1 | Äbte und Chorherren des Prämonstratenserstifts Steinfeld. (Germania Sacra. Supplementband 2,1)                        | Ingrid Joester  | 2018 | Digitalisat |
| Supplementband 2,2 | Äbte und Chorherren des Prämonstratenserstifts Steinfeld. (Germania Sacra. Supplementband 2,2)                        | Ingrid Joester  | 2018 | Digitalisat |
| Supplementband 3   | Der Besitz des Prämonstratenserstifts Steinfeld. (Germania Sacra. Supplementband 3)                                   | Ingrid Joester  | 2018 | Digitalisat |
| Supplementband 4   | Dignitäre und Domherren des Domstifts Schwerin ab 1400 (Germania Sacra. Supplementband 4)                             | Andreas Röpcke  | 2023 | Digitalisat |
| Supplementband 5   | Die Hildesheimer Weihbischöfe bis 1504 (Germania Sacra. Supplementband 5)                                             | Nathalie Kruppa | 2023 | Digitalisat |

### Studien zur Germania Sacra
| MPIG Nr. | Nr.    | Titel | Bearbeiter                                                  | Jahr | online      |
| -------- | ------ | --- | ----------------------------------------------------------- | ---- | ----------- |
| MPIG 5   | Nr. 1  | Die Domkapitel zu Goslar und Halberstadt in ihrer persönlichen Zusammensetzung im Mittelalter. Mit Beiträgen über die Standesverhältnisse der bis zum Jahre 1200 nachweisbaren Hildesheimer Domherren | Rudolf Meier                                                | 1967 | Digitalisat |
| MPIG 6   | Nr. 2  | Untersuchungen zur Geschichte des Domkapitels zu Münster und seines Besitzes im Mittelalter | Ulrich Herzog                                               | 1964 |             |
| MPIG 13  | Nr. 3  | Das Würzburger Landkapitel Coburg zur Zeit der Reformation | Alfred Wendehorst                                           | 1964 |             |
| MPIG 14  | Nr. 4  | Das Kloster Heiningen von der Gründung bis zur Aufhebung | Gerhard Taddey                                              | 1966 |             |
| MPIG 15  | Nr. 5  | Untersuchungen zur Geschichte des Benediktinerinnenklosters Pfalzel bei Trier (ca. 700–1016) | Franz-Josef Heyen                                           | 1966 |             |
| MPIG 16  | Nr. 6  | Das Stift St. Florin zu Koblenz | Anton Diederich                                             | 1967 |             |
| MPIG 17  | Nr. 7  | Der Archidiakonat Nörten | Alfred Bruns                                                | 1967 |             |
| MPIG 18  | Nr. 8  | Der Kartäuser Heinrich Egher von Kalkar 1328–1408 | Heinrich Rüthing                                            | 1967 |             |
| MPIG 26  | Nr. 9  | Studien zur Entwicklung des Niederkirchenwesen in Ostsachsen vom 8. bis zum 12. Jahrhundert | Michael Erbe                                                | 1969 |             |
| MPIG 30  | Nr. 10 | Das Kloster Berge bei Magdeburg und seine Dörfer 968–1565 | Christof Römer                                              | 1971 |             |
| MPIG 34  | Nr. 11 | Das Erfurter Peterskloster im 15. Jahrhundert. Studien zur Geschichte der Klosterreform und der Bursfelder Union                                                                                      | Barbara Frank                                               | 1973 |             |
| MPIG 39  | Nr. 12 | Konstanz als ottonischer Bischofssitz | Helmut Maurer                                               | 1973 |             |
| MPIG 50  | Nr. 13 | Iacobuis Carthusiensis. Untersuchungen zur Rezeption der Werke des Kartäusers Jakob von Paradies (1381–1465)                                                                                          | Dieter Mertens                                              | 1976 |             |
| MPIG 68  | Nr. 14 | Untersuchungen zu Kloster und Stift |                                                             | 1980 |             |
| MPIG 74  | Nr. 15 | Libri sanctae Afrae. St. Ulrich und Afra zu Augsburg im 11. und 12. Jahrhundert nach Zeugnissen der Klosterbibliothek                                                                                 | Norbert Hörberg                                             | 1983 |             |
| MPIG 83  | Nr. 16 | Untersuchungen zur Geschichte des Bonifatiusstifts Hameln. Von den monastischen Anfängen bis zum Hochmittelalter                                                                                      | Klaus Nass                                                  | 1986 |             |
| MPIG 93  | Nr. 17 | Beiträge zur Geschichte und Struktur der mittelalterlichen Germania Sacra | Irene Crusius (Hg.)                                         | 1989 |             |
| MPIG 114 | Nr. 18 | Studien zum weltlichen Kollegiatstift in Deutschland | Irene Crusius (Hg.)                                         | 1995 |             |
| MPIG 124 | Nr. 19 | Zur Säkularisation geistlicher Institutionen im 16. und im 18./19. Jahrhundert | Irene Crusius (Hg.)                                         | 1996 |             |
| MPIG 128 | Nr. 20 | Stift Haug in Würzburg. Untersuchungen zur Geschichte eines fränkischen Kollegiatstifts im Mittelalter                                                                                                | Enno Bünz                                                   | 1998 |             |
| MPIG 137 | Nr. 21 | Norm und Wirklichkeit religiöser Frauengemeinschaften im frühen Mittelalter | Thomas Schilp                                               | 2001 |             |
| MPIG 165 | Nr. 22 | Monastische Reform zwischen Person und Institutionen. Zum Wirken des Abtes Adam Meyer von Groß St. Martin in Köln (1454–1499)                                                                         | Elke-Ursel Hammer                                           | 2001 |             |
| MPIG 166 | Nr. 23 | Benefizientaxierungen an der Peripherie. Pfarrorganisation – Pfründeneinkommen – Klerikerbildung im Bistum Ratzeburg                                                                                  | Stefan Petersen                                             | 2001 |             |
| MPIG 167 | Nr. 24 | Studien zum Kanonissenstift | Irene Crusius (Hg.)                                         | 2001 |             |
| MPIG 185 | Nr. 25 | Studien zum Prämonstratenserorden | Irene Crusius, Helmut Flachenecker (Hg.)                    | 2003 | Digitalisat |
| MPIG 206 | Nr. 26 | Bischof und Bürger. Herrschaftsbeziehungen in den Kathedralstädten des Hoch- und Spätmittelalters | Uwe Grieme, Nathalie Kruppa, Stefan Pätzold (Hg.)           | 2004 |             |
| MPIG 213 | Nr. 27 | Das Hochaltarretabel der St. Jacobi-Kirche in Göttingen | Bernd Carqué, Hedwig Röckelein (Hg.)                        | 2005 |             |
| MPIG 218 | Nr. 28 | Kloster und Bildung | Nathalie Kruppa, Jürgen Wilke (Hg.)                         | 2006 |             |
| MPIG 219 | Nr. 29 | Partikularsynoden im Spätmittelalter | Nathalie Kruppa, Leszek Zygner (Hg.)                        | 2006 |             |
| MPIG 227 | Nr. 30 | Adlige – Stifter – Mönche. Zum Verhältnis zwischen Klöstern und mittelalterlichem Adel | Nathalie Kruppa (Hg.)                                       | 2007 |             |
| MPIG 235 | Nr. 31 | Nonnen, Kanonissen und Mystikerinnen. Religiöse Frauengemeinschaften in Süddeutschland | Eva Schlotheuber, Helmut Flachenecker, Ingrid Gardill (Hg.) | 2008 |             |
| MPIG 238 | Nr. 32 | Pfarreien im Mittelalter. Deutschland, Polen, Tschechien und Ungarn im Vergleich | Nathalie Kruppa, Leszek Zygner (Hg.)                        | 2008 | Digitalisat |

### Studien zur Germania Sacra. Neue Folge
| Nr.      | Titel | Bearbeiter                                | Jahr | online      |
| -------- | --- | ----------------------------------------- | ---- | ----------- |
| N. F. 1  | Heilsbronn von der Gründung 1132 bis 1321. Das Beziehungsgeflecht eines Zisterzienserklosters im Spiegel seiner Quellenüberlieferungen                                           | Miriam Montag-Erlwein                     | 2011 | Digitalisat |
| N. F. 2  | Leitungsgewalt und Kollegialität. Vom benediktinischen Beratungsrecht zum Konstitutionalismus deutscher Domkapitel und des Kardinalkollegs (ca. 500–1500)                        | Thomas M. Krüger                          | 2013 | Digitalisat |
| N. F. 3  | Das Äbtissinnenamt in den unterelsässischen Frauenstiften vom 14. bis zum 16. Jahrhundert. Umkämpft, verhandelt, normiert                                                        | Sabine Klapp                              | 2012 | Digitalisat |
| N. F. 4  | Räume und Identitäten. Stiftsdamen und Damenstifte in Augsburg und Edelstetten im 18. Jahrhundert                                                                                | Dietmar Schiersner                        | 2014 | Digitalisat |
| N. F. 5  | Die Marchtaler Fälschungen. Das Prämonstratenserstift Marchtal im politischen Kräftespiel der Pfalzgrafen von Tübingen, der Bischöfe von Konstanz und der Habsburger (1171–1312) | Wilfried Schöntag                         | 2017 | Digitalisat |
| N. F. 6  | Weltliche Herrschaft in geistlicher Hand. Die Germania Sacra im 17. und 18. Jahrhundert                                                                                          | Dietmar Schiersner/Hedwig Röckelein (Hg.) | 2018 | Digitalisat |
| N. F. 7  | Geschichte des Zisterzienserinnenklosters Uetersen von den Anfängen bis zum Aussterben des Gründergeschlechts (1235/37–1302). Ein Rekonstruktionsversuch                         | Joachim Stüben                            | 2018 | Digitalisat |
| N. F. 8  | 100 Jahre Germania Sacra. Kirchengeschichte schreiben vom 16. bis zum 21. Jahrhundert                                                                                            | Hedwig Röckelein (Hg.)                    | 2018 | Digitalisat |
| N. F. 9  | Inselklöster – Klosterinseln. Topographie und Toponymie einer monastischen Formation                                                                                             | Gabriela Signori (Hg.)                    | 2019 | Digitalisat |
| N. F. 10 | Jenseits des Königshofs. Bischöfe und ihre Diözesen im nachkarolingischen ostfränkisch-deutschen Reich (850-1100)                                                                | Andreas Bihrer/Stephan Bruhn (Hg.)        | 2019 | Digitalisat |
| N. F. 11 | Die Benediktinerabtei Gottesaue. Studien zu ihrer Geschichte und den benediktinischen Reformen im deutschen Südwesten                                                            | Peter Rückert                             | 2020 | Digitalisat |
| N. F. 12 | Das Kölner Domkapitel in der Zeit Erzbischof Dietrichs II. von Moers (1414–1463). Kirchenpolitik und Landesherrschaft im nördlichen Rheinland und in Westfalen                   | Frank Engel                               | 2022 | Digitalisat |
| N. F. 13 | Die ‚Episkopalisierung der Kirche‘ im europäischen Vergleich. The ‚Episcopalization of the Church‘ in European Comparison                                                        | Andreas Bihrer/Hedwig Röckelein (Hg.)     | 2022 | Digitalisat |
| N. F. 14 | Secular Canons in Medieval Europe. Diversity under Common Canon Law | Sigrun Høgetveit Berg/Arnold Otto (ed.)   | 2023 | Digitalisat |